# Lưỡi câu vàng
Grander Musashi (グランダー武蔵 Gurandā Musashi) là một bộ manga Nhật Bản được tạo ra bởi Teshirogi Takashi và được chuyển thể thành anime hai mùa.

## Nội dung

### Grander Musashi
Musashi sống với ba của cậu ta. Mẹ của cậu đã rời họ 3 năm trước nhưng Musashi vẫn luôn tin rằng một lúc nào đó mẹ cậu sẽ quay trở về. Một ngày hai ba con họ chuyển đến một làng nhỏ ở Tokyo. Musashi không thích sống ở đây và nài nỉ ba cậu dẫn cậu rời khỏi Tokyo. Cậu hi vọng rằng mẹ cậu có thể tìm thấy cậu ở ngôi nhà mới này.
Nhanh chóng sau khi họ dọn đến đây, Musashi tình cờ thấy một người câu cá và cậu thích việc này. Cậu học hỏi một ít kinh nghiệm từ người câu cá này và phát hiện rằng ba của mẹ cậu tức là ông ngoại cậu đã từng nhận giải vô địch vua câu cá. Musashi thấy rằng việc câu cá có thể giúp cậu nhớ về mẹ cậu. Cậu đã thể hiện tài năng của cậu và có những chuyến câu thú vị cùng những người bạn mới là Mio và Suguru, đang tìm loại cá mới đến từ nhiều nơi trên thế giới

### Grander Musashi RV
Musashi Kazama và hai người bạn của cậu là Mio và Suguru, tiếp tục hành trình vòng quanh thế giới để tìm 7 sức mạnh bí ẩn kì ảo gọi là "Legenders," loại mồi huyền thoại mang sức mạnh thu hút cá hơn. Tuy nhiên nếu dùng quá nhiều nó bị hủy diệt hoặc mất hi vọng. Legender được biết đến như là nguồn sức mạnh có thể làm thay đổi thế giới. Thật không may, Musashi thua cuộc trong trận đấu.

## Tournament
Mỗi tay câu trên thế giới đều có uớc mơ trở thành vua câu cá.Để đạt được danh hiệu này, mỗi tay câu phải đi vòng quanh thế giới và bắt được loài cá vược lớn nhất và chất lượng tốt nhất. Thử thách khó khăn nhất trong cuộc thi là loài cá vược thích không gian yên tĩnh và không dễ bắt.

## Bài hát chủ đề

### Grander Musashi
- Bài hát mở đầu: Suteki Wa Jikan của The Pip Pops
- Bài hát kết thúc: Kyou Wa Nana Iro của The Pip Pops

### Grander Musashi RV
- Bài hát mở đầu: Chase the Wind của COA
- Bài hát kết thúc: Kimi Ni Makenai Youni của Yamano Satoko

## Danh sách tập
| STT                          | Tên tập phim                 | Ngày phát sóng               | Phát hành VHS                |                              |                              |                              |                              |
| Super Fisher Grander Musashi | Super Fisher Grander Musashi | Super Fisher Grander Musashi | Super Fisher Grander Musashi | Super Fisher Grander Musashi | Super Fisher Grander Musashi | Super Fisher Grander Musashi | Super Fisher Grander Musashi |
| ---------------------------- | ---------------------------- | ---------------------------- | ---------------------------- | ---------------------------- | ---------------------------- | ---------------------------- | ---------------------------- |
| 1                            | 水辺の超人                   | 2/41997                      | VOL.1                        |                              |                              |                              |                              |
| 2                            | 段々溜まりの主               | 9/4                          | VOL.1                        |                              |                              |                              |                              |
| 3                            | 湖次郎とのバス対決           | 16/4                         | VOL.1                        |                              |                              |                              |                              |
| 4                            | 父ちゃんとの勝負             | 30/4                         | VOL.1                        |                              |                              |                              |                              |
| 5                            | 釣りにはまったミオ           | 7/5                          | VOL.1                        |                              |                              |                              |                              |
| 6                            | スケルトンルアー             | 14/5                         | VOL.2                        |                              |                              |                              |                              |
| 7                            | もっと上手くなりたい         | 21/5                         | VOL.2                        |                              |                              |                              |                              |
| 8                            | 謎の美少女BB登場             | 28/5                         | VOL.2                        |                              |                              |                              |                              |
| 9                            | ドラゴンワームの秘密         | 4/6                          | VOL.2                        |                              |                              |                              |                              |
| 10                           | グランダータックル           | 11/6                         | VOL.2                        |                              |                              |                              |                              |
| 11                           | 新たなるパートナー           | 18/6                         | VOL.3                        |                              |                              |                              |                              |
| 12                           | メカバスに挑戦               | 25/6                         | VOL.3                        |                              |                              |                              |                              |
| 13                           | 湿原の巨大魚イトウ           | 2/7                          | VOL.3                        |                              |                              |                              |                              |
| 14                           | ローズマリーの甘い罠         | 9/7                          | VOL.3                        |                              |                              |                              |                              |
| 15                           | かあちゃんからの伝言         | 16/7                         | VOL.3                        |                              |                              |                              |                              |
| 16                           | 逃げてきたBB                 | 23/7                         | VOL.4                        |                              |                              |                              |                              |
| 17                           | 仲間っていいな               | 30/7                         | VOL.4                        |                              |                              |                              |                              |
| 18                           | 最高のプレゼント             | 6/8                          | VOL.4                        |                              |                              |                              |                              |
| 19                           | バスが見えない               | 13/8                         | VOL.4                        |                              |                              |                              |                              |
| 20                           | 白銀の騎士GT                 | 20/8                         | VOL.4                        |                              |                              |                              |                              |
| 21                           | 南海のGT対決                 | 27/8                         | VOL.5                        |                              |                              |                              |                              |
| 22                           | 巨大シーバスを狙え           | 3/9                          | VOL.5                        |                              |                              |                              |                              |
| 23                           | 鮭を救え                     | 10/9                         | VOL.5                        |                              |                              |                              |                              |
| 24                           | 元治じいちゃんの教え         | 17/9                         | VOL.5                        |                              |                              |                              |                              |
| 25                           | 鬼道VS武蔵最後の死闘         | 24/9                         | VOL.5                        |                              |                              |                              |                              |
| Grander Musashi RV           |                              |                              |                              |                              |                              |                              |                              |
| 1                            | 聖なる封印ギガブレード!      | 4/4 1998                     | VOL.1                        |                              |                              |                              |                              |
| 2                            | 小さなうらぎりもの           | 11/4                         | VOL.1                        |                              |                              |                              |                              |
| 3                            | 待ちうける危険な罠!          | 18/4                         | VOL.1                        |                              |                              |                              |                              |
| 4                            | 正次、絶体絶命!              | 25/4                         | VOL.1                        |                              |                              |                              |                              |
| 5                            | カールVS水の勇者             | 2/5                          | VOL.2                        |                              |                              |                              |                              |
| 6                            | ミオちゃんの危機             | 9/5                          | VOL.2                        |                              |                              |                              |                              |
| 7                            | 聖なる湖での決戦             | 16/5                         | VOL.2                        |                              |                              |                              |                              |
| 8                            | 水の勇者を釣り上げろ!        | 23/5                         | VOL.2                        |                              |                              |                              |                              |
| 9                            | ギガブレードを追いかけろ!    | 30/5                         | VOL.3                        |                              |                              |                              |                              |
| 10                           | BBとの再会                   | 6/6                          | VOL.3                        |                              |                              |                              |                              |
| 11                           | 青龍門の戦い                 | 13/6                         | VOL.3                        |                              |                              |                              |                              |
| 12                           | 意外な強敵                   | 20/6                         | VOL.3                        |                              |                              |                              |                              |
| 13                           | 心のポイント                 | 27/6                         | VOL.4                        |                              |                              |                              |                              |
| 14                           | 朱雀門の戦い                 | 4/7                          | VOL.4                        |                              |                              |                              |                              |
| 15                           | 九鬼Jrの策略                 | 11/7                         | VOL.4                        |                              |                              |                              |                              |
| 16                           | 傷ついたBB                   | 18/7                         | VOL.4                        |                              |                              |                              |                              |
| 17                           | デビルレジェンダー           | 25/7                         | VOL.5                        |                              |                              |                              |                              |
| 18                           | 武蔵VSBB                     | 1/8                          | VOL.5                        |                              |                              |                              |                              |
| 19                           | 玄武の門                     | 8/8                          | VOL.5                        |                              |                              |                              |                              |
| 20                           | 飛龍波VS水龍波               | 15/8                         | VOL.5                        |                              |                              |                              |                              |
| 21                           | 謎の美少女マーリン           | 22/8                         | VOL.6                        |                              |                              |                              |                              |
| 22                           | ニフルヘイムの巨人           | 29/8                         | VOL.6                        |                              |                              |                              |                              |
| 23                           | ギャラル滝の老人             | 5/9                          | VOL.6                        |                              |                              |                              |                              |
| 24                           | 裏切られた心                 | 12/9                         | VOL.6                        |                              |                              |                              |                              |
| 25                           | 古代文字の秘密               | 19/9                         | VOL.7                        |                              |                              |                              |                              |
| 26                           | カールの決意                 | 26/9                         | VOL.7                        |                              |                              |                              |                              |
| 27                           | シャハラニからの招待状       | 3/10                         | VOL.7                        |                              |                              |                              |                              |
| 28                           | フェアプレイ                 | 10/10                        | VOL.7                        |                              |                              |                              |                              |
| 29                           | 天使の翼を持つ魚             | 17/10                        | VOL.8                        |                              |                              |                              |                              |
| 30                           | ライバルの資格               | 24/10                        | VOL.8                        |                              |                              |                              |                              |
| 31                           | 最後のトマホーク             | 31/10                        | VOL.8                        |                              |                              |                              |                              |
| 32                           | ゴッドレジェンダー           | 7/11                         | VOL.8                        |                              |                              |                              |                              |
| 33                           | 巨大遺跡の謎                 | 14/11                        | VOL.9                        |                              |                              |                              |                              |
| 34                           | おせっかいなやつら           | 21/11                        | VOL.9                        |                              |                              |                              |                              |
| 35                           | 乾いた湖                     | 28/11                        | VOL.9                        |                              |                              |                              |                              |
| 36                           | 目覚めた怪魚                 | 5/12                         | VOL.9                        |                              |                              |                              |                              |
| 37                           | 黄金の戦士                   | 12/12                        | VOL.10                       |                              |                              |                              |                              |
| 38                           | 甦った悪魔                   | 19/1                         | VOL.10                       |                              |                              |                              |                              |
| 39                           | 伝説を継ぐ者達               | 26/12                        | VOL.10                       |                              |                              |                              |                              |